# Fluorantene
Il fluorantene (nome sistematico: benzo[jk]fluorene) è un idrocarburo policiclico aromatico (IPA, tetraciclico) avente formula molecolare C16H10. Il suo nome, come anche quello del fluorene, non ha a che fare con il fluoro, ma col fatto che mostra fluorescenza quando è investito da radiazione ultravioletta, con un massimo di emissione intorno a 466 nm (blu).
La molecola può esser vista come generata dall'unione di un anello benzenico (gruppo o-fenilene, >C6H4) con un anello naftalenico (gruppo peri-naftilene o 1,8-naftilene, >C10H6); l'anello intermedio che si viene in tal modo a creare è pentaatomico e non benzenoide. Può anche essere visto come il risultato della condensazione di un anello benzenico con l'acenaftilene (1,8-vinilen-naftalene).
Il fluorantene è un idrocarburo non alternante isomero del pirene, che è anch'esso tetraciclico aromatico, ma alternante e con tutti gli anelli benzenoidi.

## Proprietà
Il fluorantene, come gli idrocarburi aromatici in genere, è un composto endotermico, ΔHƒ° = +190,2 ± 2,8 kJ/mol, ma sensibilmente meno stabile termodinamicamente (più endotermico) del suo isomero pirene (ΔHƒ° = +125,2 ± 2,3 kJ/mol). All'aria è sufficientemente stabile, ma si degrada in presenza di ossidanti.
È una sostanza tossica, classificata come carcinogena del gruppo 3.
Il fluorantene si genera in tracce, insieme ad altri IPA, nelle combustioni incomplete ed è stato isolato nel catrame di carbon fosssile, dove è contenuto nella misura di qualche percento e dal quale può venir estratto. È inoltre presente in quantità significative, con riferimento ai problemi ambientali, nelle ceneri di incendi boschivi. Piccole quantità di fluorantene sono state trovate in piante come la Pinellia ternata e l'Elsholtzia ciliata.

### Proprietà fisiche e chimico-fisiche
In condizioni ambiente si presenta come un solido cristallino aghiforme, incolore se puro, ma spesso giallastro o verdino, piuttosto denso (d = 1,252 g/mL), che fonde a 105-110 °C e bolle a 384 °C. È praticamente insolubile in acqua, ma solubile in etere, benzene e cloroformio; invece, è molto poco solubile in metanolo, etanolo, dimetilsolfossido (DMSO) e acetato di etile. In soluzione di cicloesano, forma con il benzene un tenue complesso molecolare di van der Waals di tipo sandwitch 1:1, dove il benzene è affacciato sulla parte naftalenica del fluorantene.

### Proprietà elettroniche e aromaticità
La molecola del fluorantene è planare con simmetria molecolare C2v e, nonostante sia idrocarburica, presenta un momento dipolare (μ = 0,35 D), che è modesto ma non nullo, a differenza dell'isomero pirene (simmetria D2h).

#### Presupposti teorici
La molecola contiene 16 atomi di carbonio, tutti ibridati sp2 e 16 elettroni π (4n elettroni, con n = 4): per la regola di Hückel dovrebbe quindi essere antiaromatica, se fosse monociclica, perché la regola vale strettamente solo per quel tipo di molecola. Alla sua stabilità concorrono 6 forme limite (tutte strutture di Kekulé), delle quali la molecola è un ibrido di risonanza. Anche nel pirene le forme limite sono 6. Nell'ambito però della teoria dei sestetti aromatici di Clar, il fluorantene presenta 2 sestetti di Clar (uno nella parte naftalenica e uno in quella benzenica) e per questo è prevedibile minore stabilità rispetto al pirene che ne presenta 3. Calcoli degli spostamenti chimici indipendenti dal nucleo (NICS) basati sul funzionale densità (DFT) per il fluorantene mostrano valori negativi, sebbene minori in valore assoluto rispetto al benzene, per tutti e tre gli anelli benzenoidi, confermandone la corrente diamagnetica tipicamente esibita dei composti aromatici, e mostra valori positivi, ma più piccoli in valore assoluto, per l'anello pentaatomico, indicando per esso carattere antiaromatico.

#### Evidenze sperimentali e reattività
Da un punto di vista sperimentale il fluorantene subisce le reazioni tipiche dei composti aromatici, cioè le sostituzioni elettrofile aromatiche, che avvengono di preferenza sulla parte naftalenica, piuttosto che su quella benzenica, rispecchiando ill fatto che il naftalene è più reattivo del benzene. Ad esempio: la bromurazione con bromo in soluzione di solfuro di carbonio porta alla sostituzione in posizione 3 (3-bromofluorantene) come prodotto principale; la nitrazione in anidride acetica a 0 °C dà principalmente il 3-nitrofluorantene; la solfonazione con l'acido clorosolfonico (Cl-SO3H) dà principalmente l'acido 3-fluorantensolfonico; la benzoilazione (acilazione di Friedel-Crafts) del fluorantene con cloruro di benzoile e cloruro di alluminio dà una miscela di 3- e 8-benzoilfluorantene. Inoltre, esperimenti di nitrazioni competitive di naftalene e fluorantene in anidride acetica a 0 °C hanno mostrato che il fluorantene è ≈ 3 volte più reattivo del naftalene.
Quindi, l'aromaticità del fluorantene sembra sostanzialmente accertata, sia per via teorica (sestetti aromatici di Clar e NICS), ma anche per via sperimentale.